# Uwanari
Uwanari (嫐), qui signifie « Seconde épouse » ou « Jalousie »  est une pièce du théâtre japonais kabuki. Mentionnée dans les Kabuki Jūhachiban et donnée pour la première fois en 1699, elle n'est plus représentée.